# أسطورة إيزيس وأوزوريس
أسطورة إيزيس وأوزوريس هي القصة الأكثر تفصيلًا وتأثيرًا ضمن الأساطير الفرعونية. تدور القصة حول جريمة قتل الإله أوزوريس، فرعون مصر، وعواقب هذه الجريمة. عقب الجريمة قام قاتل أوزوريس، وهو أخوه ست، باغتصاب العرش. في الوقت ذاته، ضربت إيزيس الأرض سعيًا وبحثًا عن جثة زوجها حتى عثرت عليها في جبيل، ولكن ست أفلح في سرقة الجثة وقطعها إلى اثنين وأربعين جزءًا، ووزعها على أقاليم مصر. لم تستسلم إيزيس وتمكنت من جمع أشلاء زوجها، فحبلت وولدت إيزيس بعد ذلك ولدًا هو حورس، وأصبح أوزوريس ملكًا في مملكة الموتى. ما تبقى من القصة يتمحور حول حورس، الطفل الناتج عن اجتماع إيزيس وأوزوريس، والذي كان في بادئ الأمر مجرد طفل ضعيف تتولى أمه حمايته، حتى أصبح منافس ست على العرش. انتهى صراع ست مع حورس، الذي غلب عليه العنف، بانتصار حورس، مما أعاد إلى مصر النظام الذي افتقدته تحت حكم ست. كما قام حورس بعدها بإتمام عملية إحياء أوزوريس. تُكمِّل هذه الأسطورة، بما فيها من رموز معقدة، المفاهيم المصرية من نظام الملكية، وتتابع الملوك، والصراع بين النظام والفوضى، وعلى وجه الخصوص الموت والبعث بعد الموت. علاوة على ذلك، توضح الأسطورة السمات المميزة لكل شخصية من الآلهة الأربعة محور القصة وكيف أن كثيرًا من العبادات في الديانات المصرية القديمة يرجع أصلها إلى هذه الأسطورة.
اكتمل الشكل الأساسي لأسطورة إيزيس وأوزوريس في القرن الرابع والعشرين قبل الميلاد، أو ربما قبل ذلك. ويتفرع كثير من عناصر الأسطورة عن أفكار دينية، إلا أن الصراع بين حورس وست من المحتمل أن يكون قد حدث بشكل جزئي بسبب الصراع الإقليمي بمصر في بدايات التاريخ أو في ما قبل التاريخ. وقد حاول العلماء أن يتبينوا طبيعة الأحداث التي أثارت هذه القصة، لكن محاولاتهم لم تأتِ بنتائج قاطعة.
توجد أجزاء من الأسطورة في مجموعة متنوعة من النصوص المصرية القديمة، بدءًا من النصوص الجنائزية والتعويذات السحرية ووصولًا إلى القصص القصيرة. وبهذا تكون القصة أكثر تفصيلًا وتلاحمًا من أي أسطورة فرعونية أخرى. لكن لا يوجد مصدر مصري يعطي فكرة كاملة وافية عن الأسطورة، كما تختلف الأحداث إلى حد كبير باختلاف المصادر. وبالرغم من أن الكتابات اليونانية والرومانية، وعلى وجه التحديد كتاب «حول العادات والأعراف» لصاحبه بلوتارخ، توفر معلومات أكثر عن الأسطورة، فهي لا تعكس المعتقدات المصرية بدقة في كل الأحيان. وبفضل هذه الكتابات، استمرت أسطورة إيزيس وأوزويس حتى بعد زوال معظم المعتقدات الفرعونية. ولا تزال هذه الأسطورة معروفة حتى اليوم الحالي.

## مصادر الأسطورة

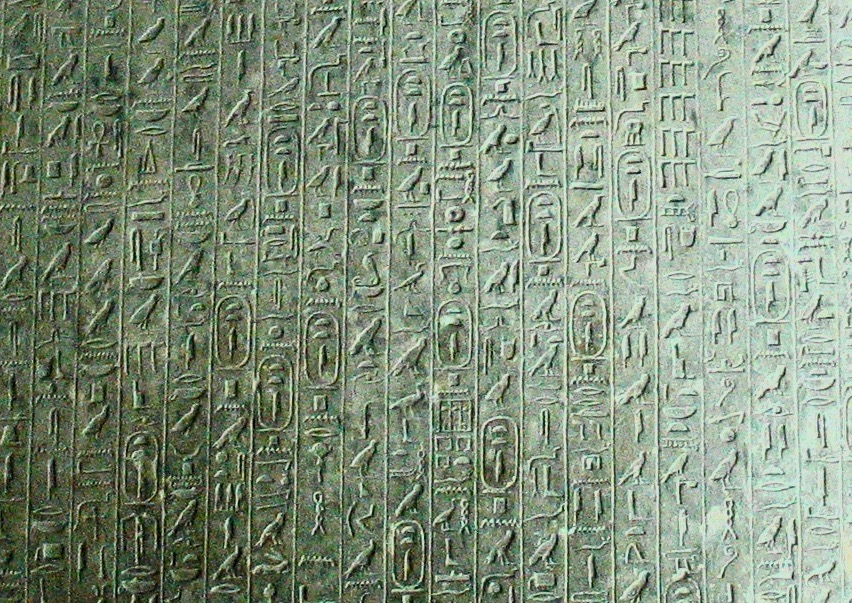
نصوص الأهرام في هرم تيتي.

### موت وإحياء أوزوريس

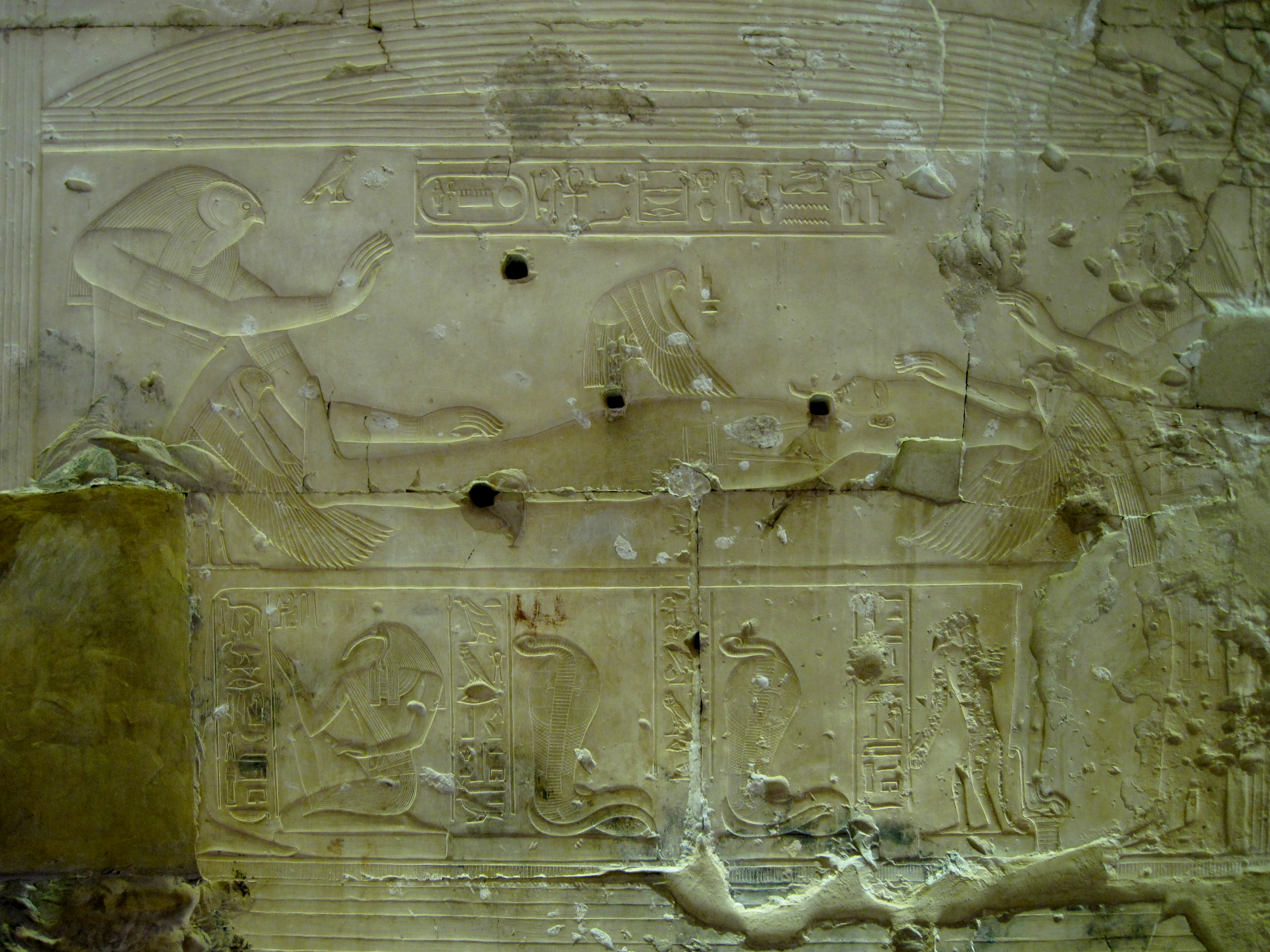
إيزيس، وهي في صورة طائر، تضاجع أوزوريس المتوفى. على الجانبين يوجد حورس، بالرغم أنه كان حينئذ لم يولد بعد، وإيزيس في صورتها البشرية.

### مولد حورس وطفولته

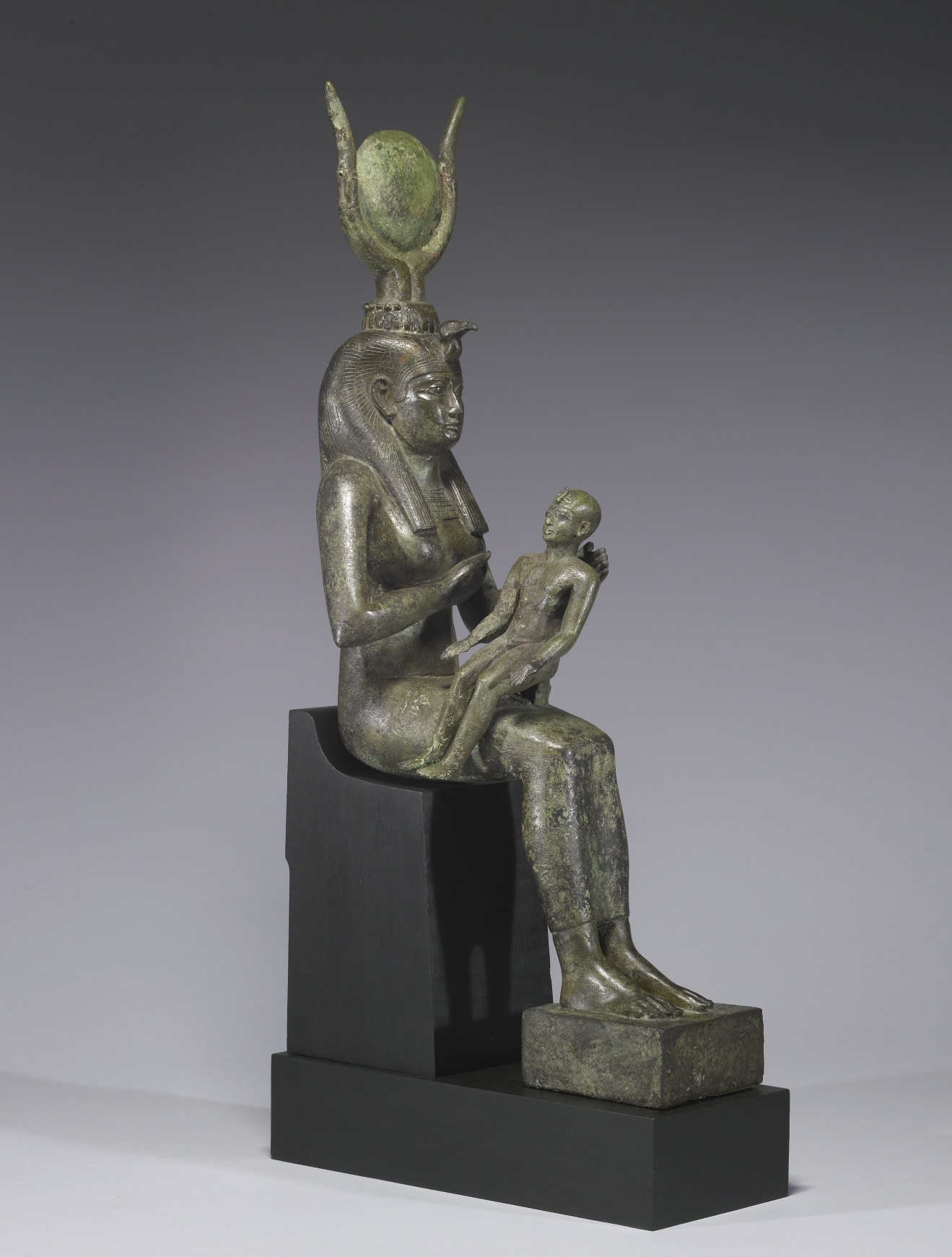
إيزيس تُرضِع حورس.

### الصراع بين حورس وست

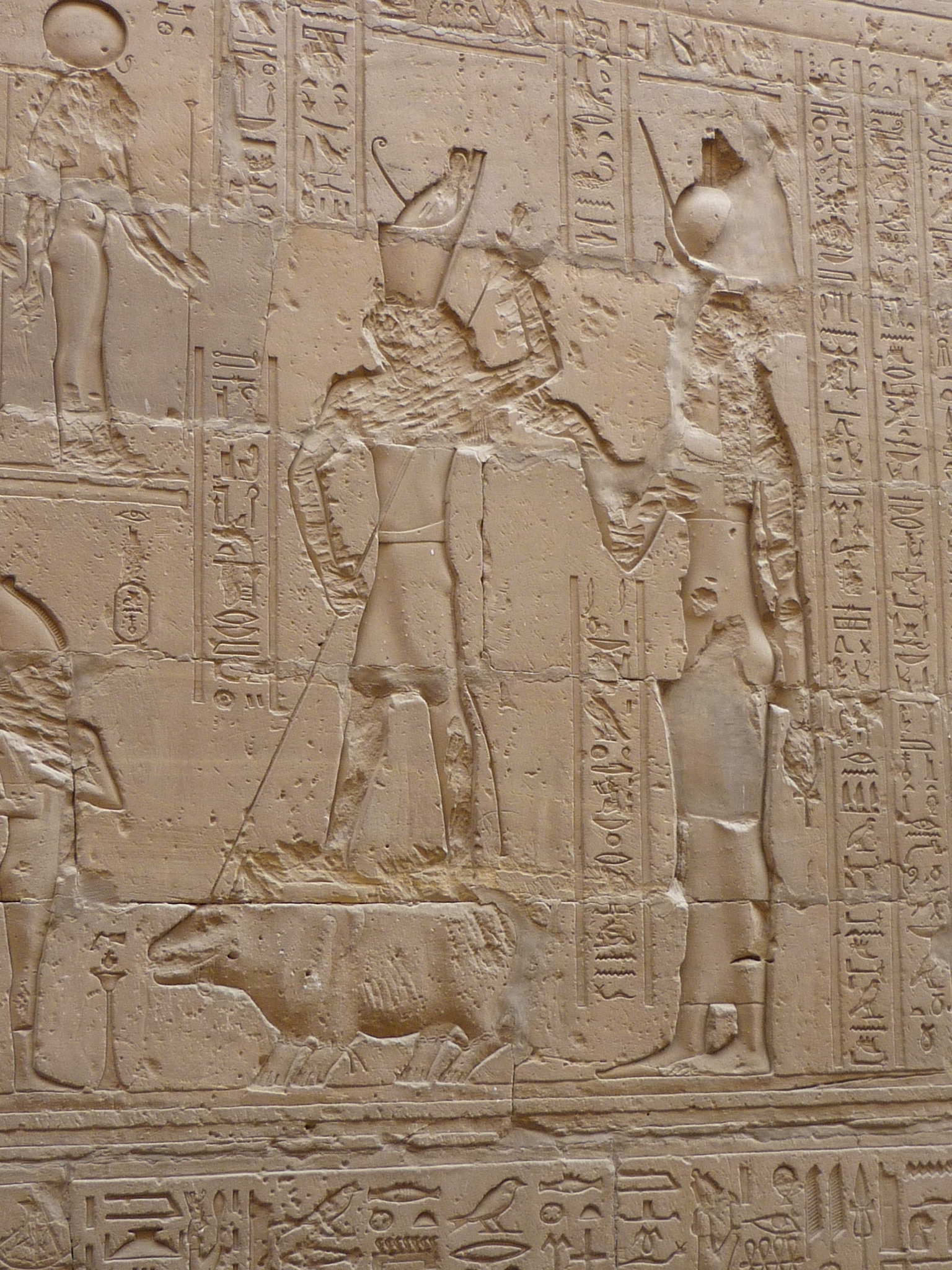
حورس يطعن ست المتمثل في هيئة فرس النهر، في حين تتفرج إيزيس.

## أصول الأسطورة

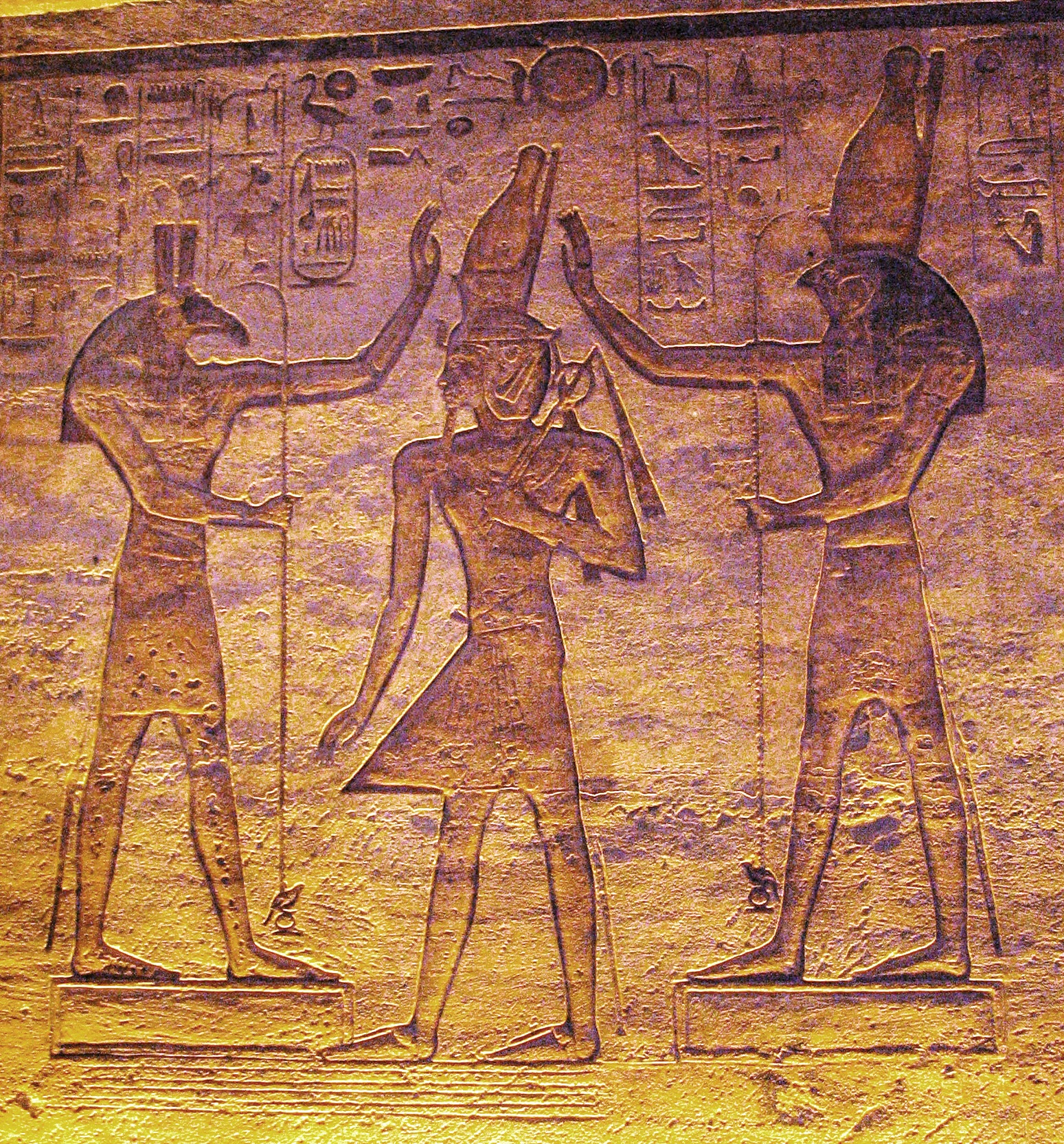
حورس وست بصفتهما مؤيدَين للملك.

## تأثير الأسطورة

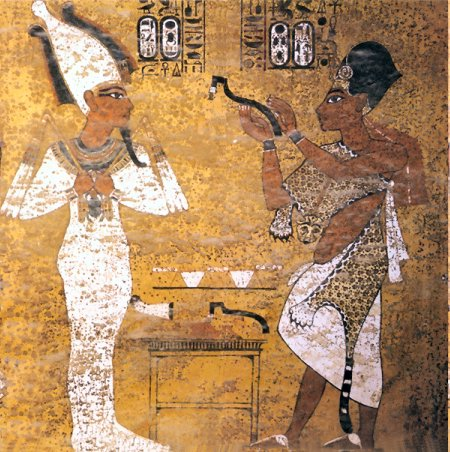
احتفال فتح الفم: طقس جنائزي هام لتوت عنخ آمون يؤديه خليفته آي. يلعب الملك المتوفى دور أوزوريس الذي كان من المفترض يؤدي حورس من أجله الاحتفال.